# سلسلة الجبال الإسكندنافية
سلسلة الجبال الإسكندنافية تقع في شبه الجزيرة الإسكندنافية. شديدة الانحدار من الناحية الغربية المواجهة لبحر الشمال مشكلة ممرات النروج البحرية الشهيرة. يشكل الجزء الشمالي من الجبال حدودا طبيعية لكل من النروج وفنلندا والسويد.
ارتفاع السلسلة ليس بكبير فأعلى قممها -قمة غالدهوبيغن في النرويج- يصل ارتفاعها لـ 2,469 م وأعلى ارتفاع لها في السويد هي قمة كبنيكيس ويصل ارتفاعها لـ 2,103 م.

## معرض صور

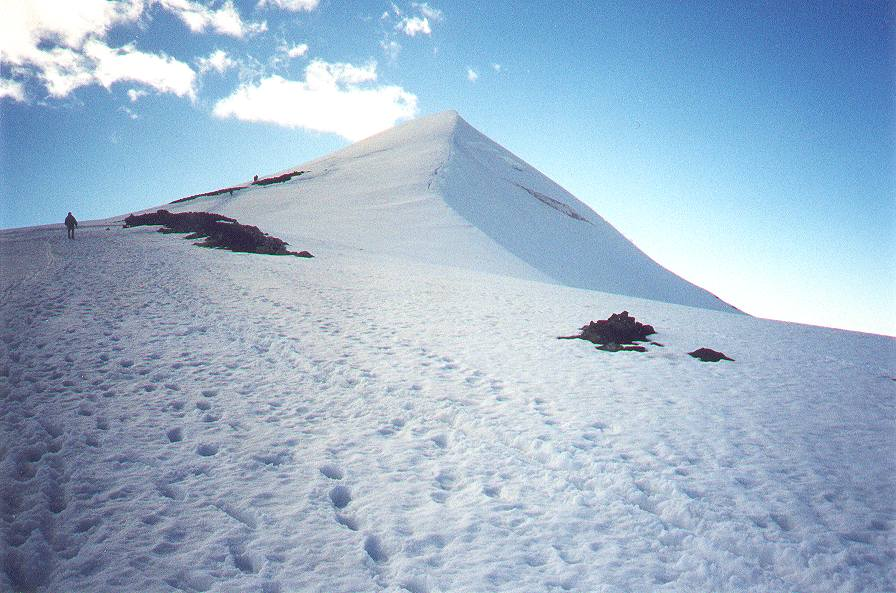
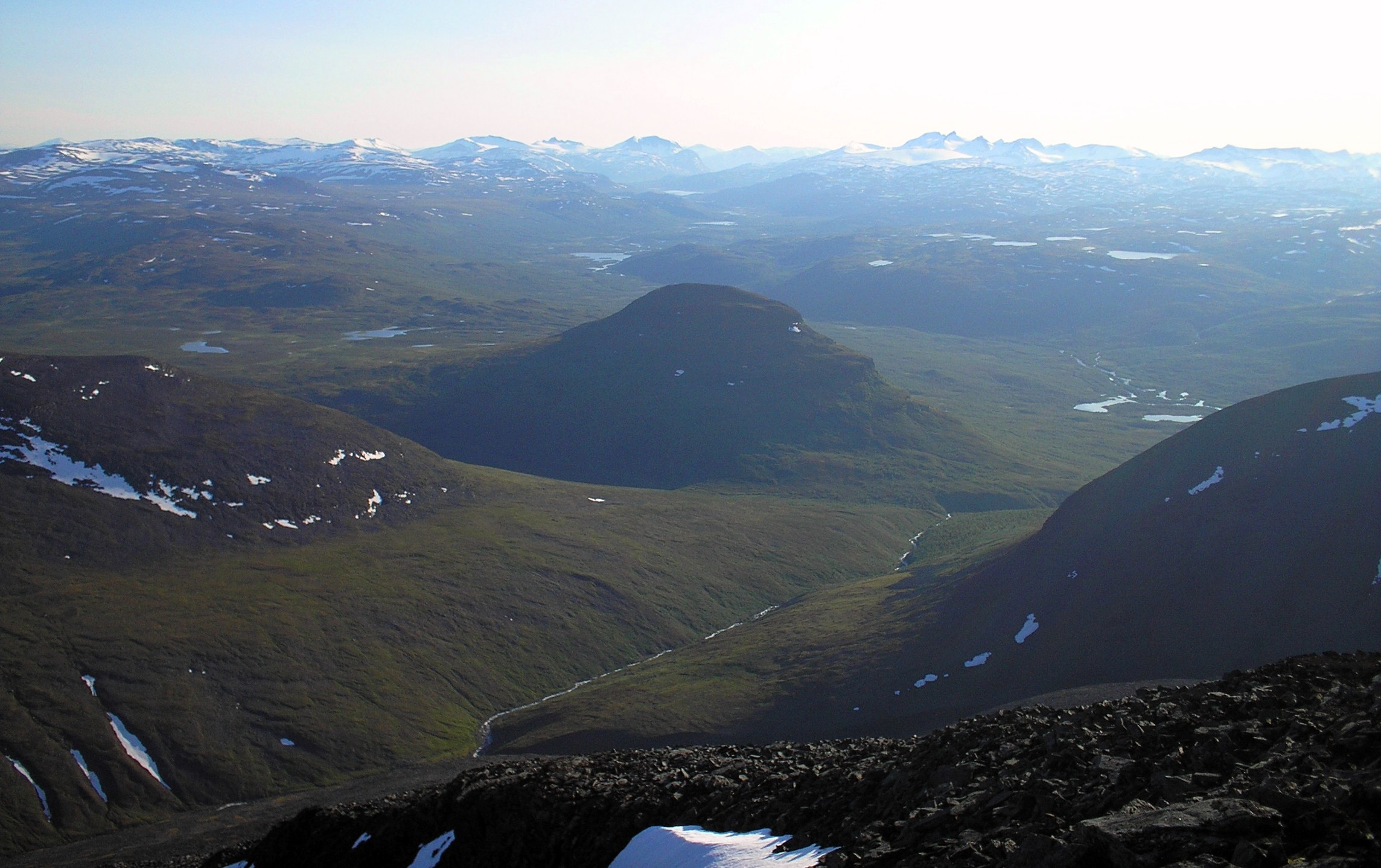
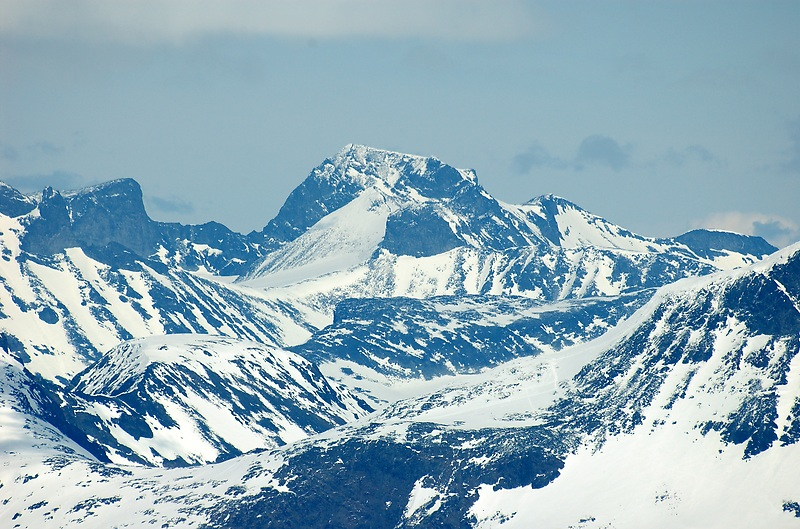
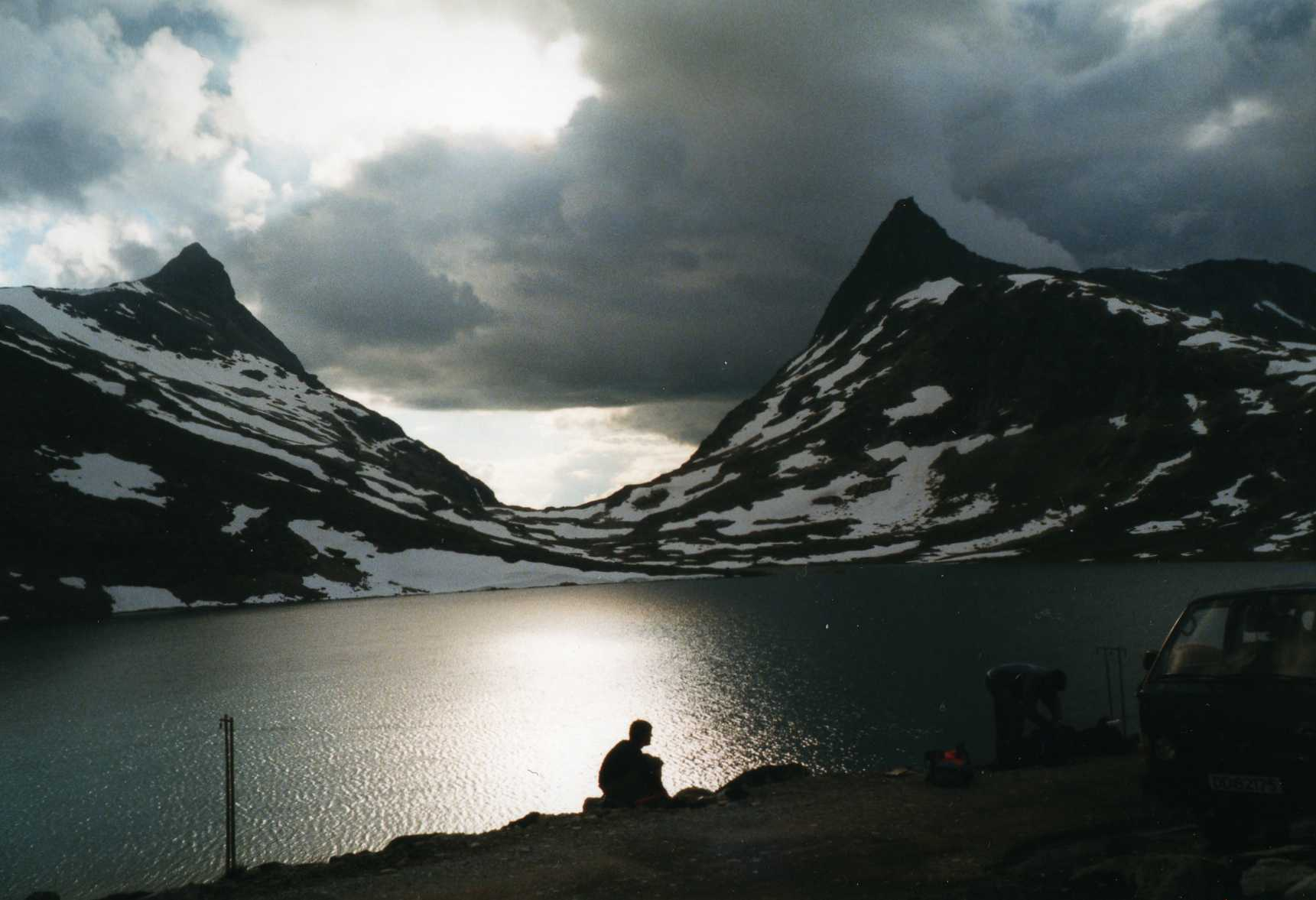